# Königliche Barkenprozession

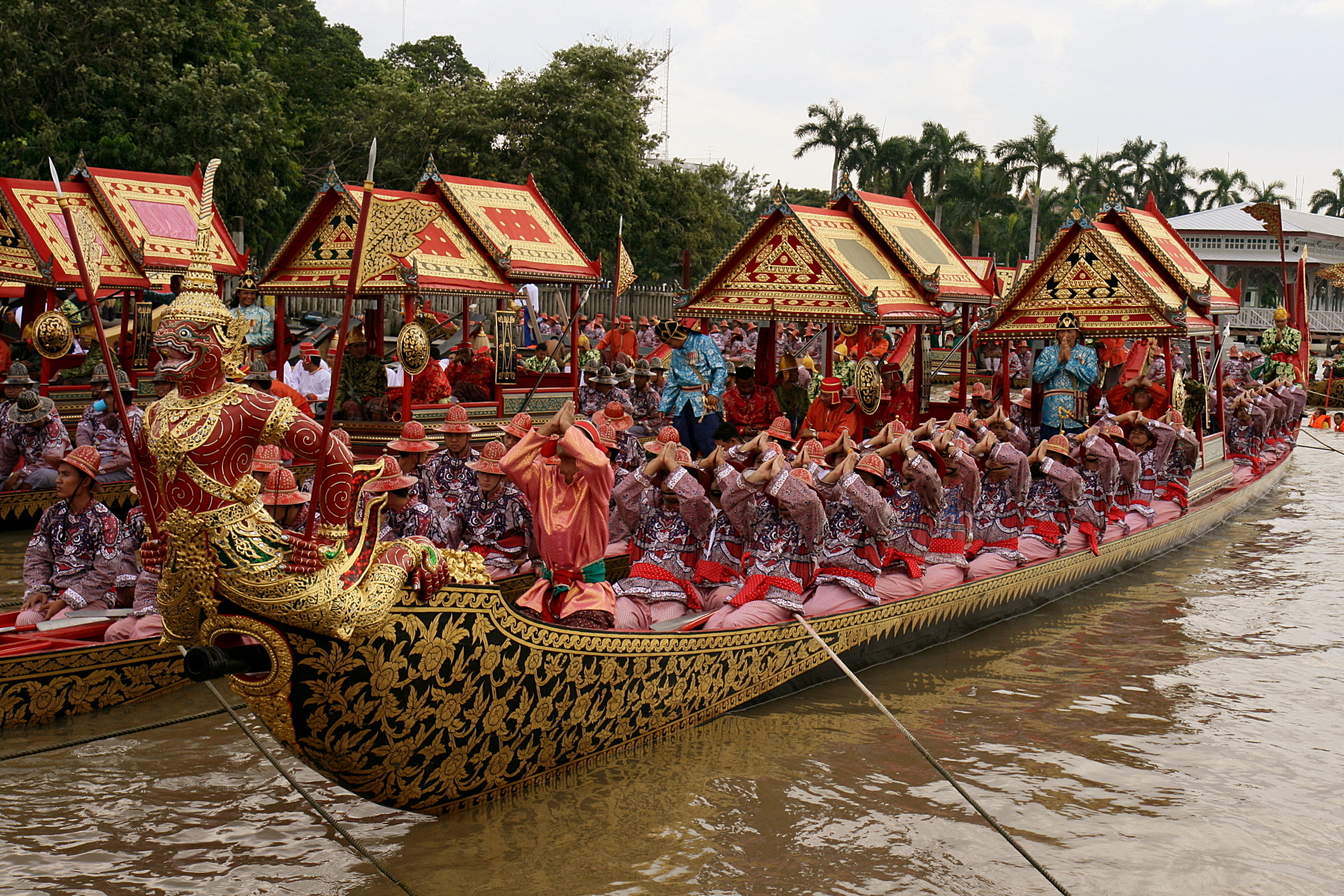
Die Begleitbarke Sukrip Khrong Mueang

Die königliche Barkenprozession in Thailand (Thai กระบวนพยุหยาตราชลมารค) ist eine Zeremonie mit sowohl religiöser als auch gesellschaftlicher Bedeutung und findet seit mehr als 700 Jahren statt.
Königliche Barkenprozessionen finden nur zu bedeutsamen kulturellen und religiösen Anlässen statt. Seit 1946 während der Regierungszeit des thailändischen Königs Bhumibol Adulyadej (Rama IX.) fand die Prozession bisher nur 15 Mal statt, so zum Beispiel anlässlich der 200-Jahr-Feiern des Bestehens der Chakri-Dynastie (1982), zum 60. Geburtstag des Herrschers (1987) und zu seinem 60. Thronjubiläum 2006.
Die königliche Barkenprozession besteht aus 52 Barken, die mit 2.082 Ruderern bemannt sind. Die Prozession führt vom Landungssteg Tha Wasukri im Bangkoker Bezirk Dusit vorbei am Wat Phra Kaeo, dem Großen Königspalast und dem Wat Pho, um schließlich am Wat Arun zu enden.

## Geschichte

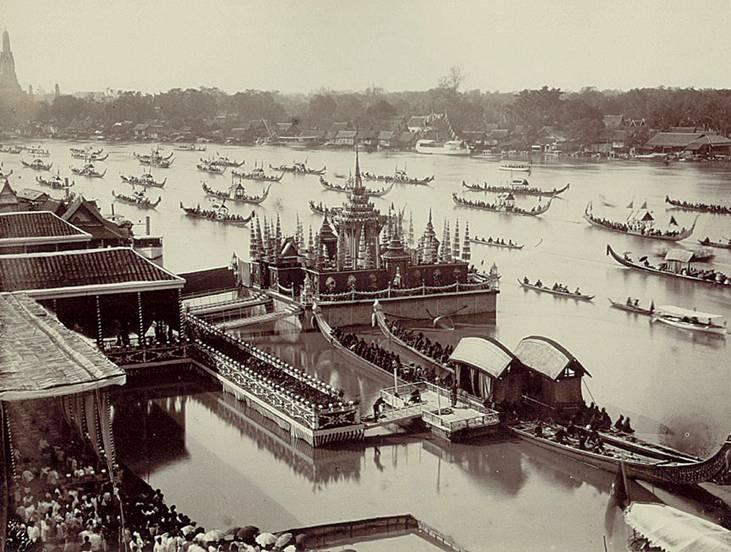
Barkenprozession am 14. Januar 1886 vor dem Königlichen Ratchaworadit Pier

Die königliche Barkenprozession wird wahrscheinlich bereits seit dem 14. Jahrhundert durchgeführt und begann in Ayutthaya. Europäische Reisende berichten im 18. Jahrhundert über außerordentlich umfangreiche Prozessionen, an denen mehr als 200 Boote teilnahmen. Während der Prozession wurde Musik mit Trommelbegleitung gespielt, um den Ruderern einen Rhythmus vorzugeben. Diese traditionelle  Musik wurde von Prinz Thammathibet (Thai: เจ้าฟ้าธรรมธิเบศร) in der späten Ayutthaya-Periode komponiert.
1767 zerstörten die Birmanen Hunderte der Boote, nachdem sie Ayutthaya eingenommen hatten. General Taksin versammelte Thaitruppen, vertrieb die Birmanen und errichtete in Thonburi eine neue Hauptstadt. Während seiner fünfzehnjährigen Regierungszeit ließ er eine Flotte von 115 Booten wiederherstellen, die das heilige Buddha-Bildnis auf dem Mae Nam Chao Phraya (Chao-Phraya-Fluss) aus dem zerstörten Ayutthaya in die neue Hauptstadt brachte.
General Chakri folgte König Taksin nach, begründete die Chakri-Dynastie und ordnete den Umzug der Hauptstadt in das gegenüberliegende Bangkok an. Als König Phra Phutthayotfa Chulalok (Rama I.) führte er die königliche  Kathin-Zeremonie ein, bei der Kathin-Roben gezeigt und buddhistischen Mönchen überreicht werden. Dies dient dem Erwerb von Verdiensten (Tam bun) für Königshaus.
Bald nach seiner Thronbesteigung 1782 ordnete König Phra Phutthayotfa die Anfertigung der Barke Subanahongsa (Thai: เรือพระที่นั่งสุพรรณหงส์ – sprich: [rɯa pʰrá tʰî nâng sùppʰán-ná-hŏng]) an, die als königliche Hauptbarke mehr als 100 Jahre in Betrieb war. König Vajiravudh (Rama VI.) ließ ein Nachfolgeboot bauen, das denselben Namen trägt.
Die heute zu sehenden beiden Standardformationen der Prozession, die „große“ und die „kleine“, gehen auf die Regelungen zurück, die der Fürst von Nakhon Sawan während der Regierungszeit von König Chulalongkorn (Rama V.) ausarbeitete.
Die königliche Barkenprozession fand auch seinerzeit nur gelegentlich statt und wurde zunächst abgeschafft, nachdem 1932 die siamesische Revolution die absolute Monarchie abgeschafft hatte. Erst 1957 nahm König Bhumibol Adulyadej die Tradition wieder auf, aus Anlass des Jahres 2500 nach Buddhistischem Kalender. 1959 wurde auch die Kathin-Zeremonie wiederbelebt.
Die Barken befinden sich heute im Königlichen Barkenmuseum Bangkok am Khlong Bangkok Noi in Bangkok Noi.

## Moderne
Während der Regierungszeit von König Bhumibol Adulyadej haben bisher 15 königliche Barkenprozessionen stattgefunden, davon 8 größere und sieben kleinere.

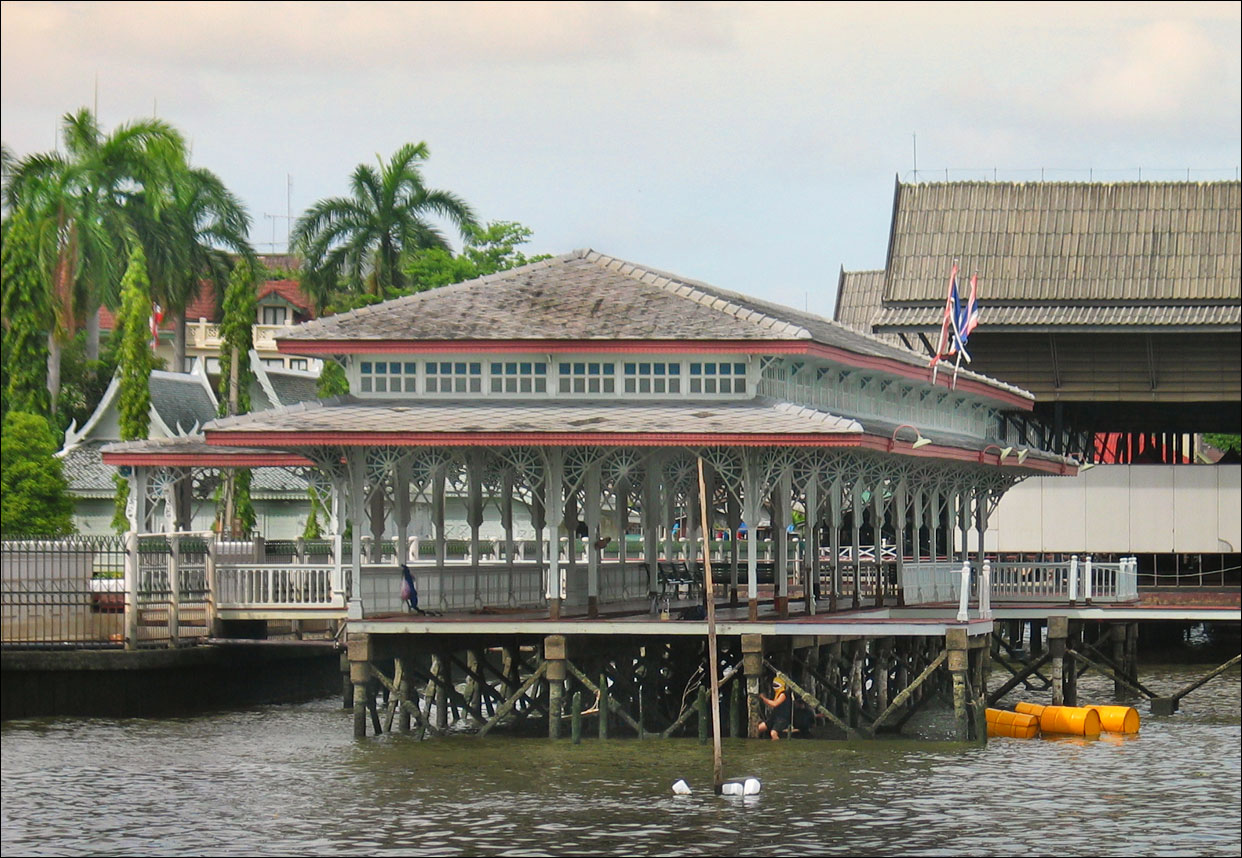
Tha Wasukri, Landungssteg, Ausgangspunkt der Prozession

### Große Barkenprozessionen
- 14. Mai 1957: zu den 2500-Jahr-Feiern der Buddhistischen Ära
- 5. April 1982: zu den 200-Jahr-Feiern der Hauptstadt Bangkok
- 20. Oktober 1982: königliche Kathin-Prozession zum Wat Arun
- 16. Oktober 1987: königliche Kathin-Prozession zum Wat Arun aus Anlass des 60. Geburtstages von König Bhumibol Adulyadej
- 7. November 1996: königliche Kathin-Prozession zum Wat Arun aus Anlass des 50. Thronjubiläums
- 4. November 1999: königliche Kathin-Prozession zum Wat Arun aus Anlass des 72. Geburtstags von König Bhumibol Adulyadej (der so genannte 6. Zyklus à 12 Jahre)
- 20. Oktober 2003: königliche Barkenprozession aus Anlass des APEC-Gipfels in Bangkok
- 12. Juni 2006: königliche Barkenprozession mit 52 Barken aus Anlass des diamantenen Thronjubiläums (60 Jahre)
- 5. November 2007: königliche Kathin-Prozession zum Wat Arun aus Anlass des 80. Geburtstags des Königs (5. Dezember 2007)

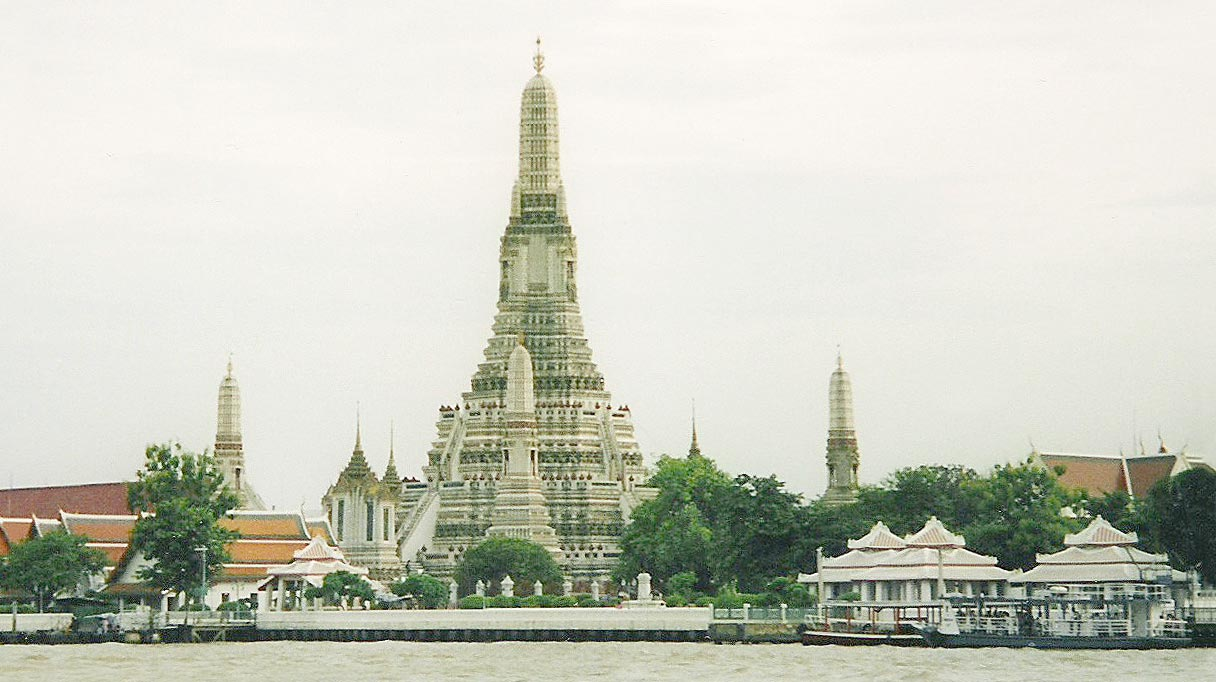
Wat Arun, Endpunkt der Prozession

### Kleinere Barkenprozessionen
- 15. November 1959: königliche Barkenprozession zum Wat Arun aus Anlass der Kathin-Zeremonie
- 2. November 1961: königliche Barkenprozession zum Wat Arun aus Anlass der Kathin-Zeremonie
- 22. Oktober 1962: königliche Barkenprozession zum Wat Arun aus Anlass der Kathin-Zeremonie
- 15. November 1964: königliche Barkenprozession zum Wat Arun aus Anlass der Kathin-Zeremonie
- 19. Oktober 1965: königliche Barkenprozession zum Wat Arun aus Anlass der Kathin-Zeremonie
- 27. Oktober 1967: königliche Barkenprozession zum Wat Arun aus Anlass der Kathin-Zeremonie
- 12. April 1982: Barkenprozession aus Anlass des Transports eines Buddha-Bildnisses

## Prozessionsordnung

Prozessionsordnung für die königliche Barkenprozession

Die königliche Barkenprozession wird in einer von zwei Formationen durchgeführt, der großen und der kleinen.
Die große, auch als Große Kampfformation bekannt, geht zurück auf die Zeit des Königs Narai (1629–1688) von Ayutthaya. Diese Formation wird für die wichtigeren Anlässe, wie die königliche Kathin-Zeremonie, die Verschiffung von Buddha-Bildnissen und größere Staatsanlässe, aufgestellt. Sie besteht aus fünf Reihen mit der königlichen Barke im Zentrum und je zwei Reihen von Kriegsbarken an beiden Seiten.
In der kleinen Formation sind drei Reihen mit der königlichen Barke in der Mitte.

### Die große Barkenprozession
Die große Barkenprozession ist in fünf Reihen angeordnet. Beteiligt sind
- ein Paar Führungsbarken mit hochrangigen Offiziellen
- ein Paar historischer siamesischer Kampfboote mit Bug-Kanonen mit Armeeangehörigen
- zwei Paar flacher außen gehender Barken
- vier Paar innen gehender Barken mit dekoriertem Masttop in der Form des Garuda, eines Affen und Menschenfressern
- je ein außen und innen gehendes Boot mit Trommeln und sechs Musikern, die javanische Pfeifen und indische Trommeln spielen
- je ein außen und innen gehendes Boot für die Königliche Polizei
- die Ekachai-Barke mit einem bedeckten Thron für die Mönchsroben, das Buddha-Bildnis oder Blumenarrangements mit königlichen Insignien
- die Ekachai Hörn Hao-Barke und die Ekachai Lao Thong-Barke mit Musikern, die die königliche Barke anführen
- die Königsbarke mit gedecktem Thron und Staatsinsignien
- die Pavillon-Barke für den Kleiderwechsel des Königs
- eine zweite Königsbarke
- ein Paar Polizeibarken
- zwei Paar Armeebarken
- ein paar flacher Barken zum Abschluss

### Die kleine Barkenprozession
- ein Paar Führungsbarken
- ein Paar Angriffsbarken
- sieben Paar flacher Barken
- vier Paar Barken mit Masttops in Form von Tiergestalten
- je ein Boot mit Trommeln links und rechts gehend
- je ein Polizeiboot links und rechts
- die Ekachai-Barke mit einem bedeckten Thron für die Mönchsroben, das Buddha-Bildnis oder Blumenarrangements mit königlichen Insignien
- die Ekachai Hörn Hao-Barke und die Ekachai Lao Thong-Barke mit Musikern, die die königliche Barke anführen
- die Königsbarke mit gedecktem Thron und Staatsinsignien
- eine zweite Königsbarke
- ein Paar Polizeibarken

## Barken

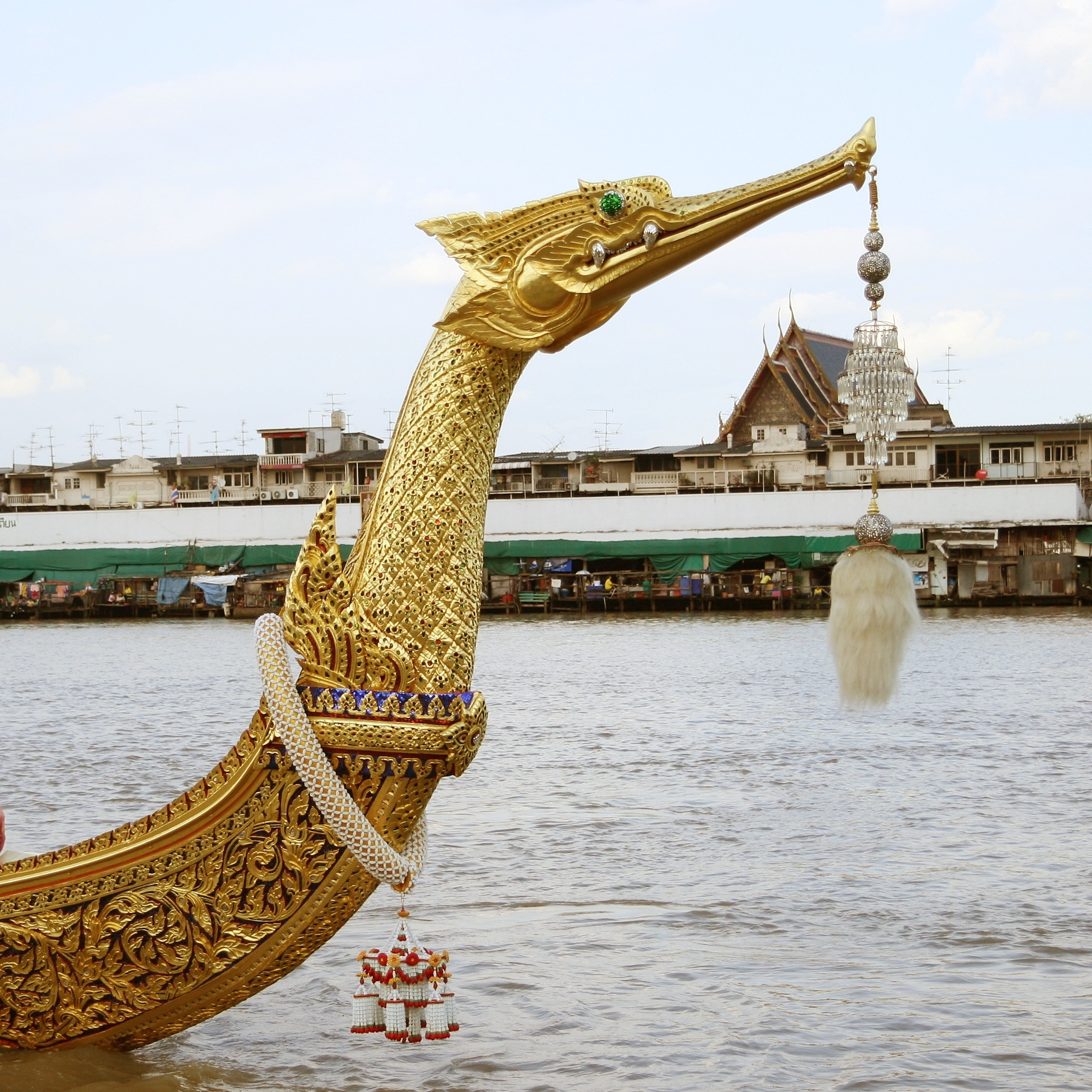
Bug der Suphannahong-Barke

### Königliche Barken
- Subanahongsa (Thai: เรือพระที่นั่งสุพรรณหงส์ – sprich: [ruea pʰrá tʰî nâng sùppʰán-ná-hŏng]): erbaut 1911 unter König Vajiravudh (Rama VI.) mit dem Bug in Form des mythischen Schwans Hongsa, geschnitzt aus einem einzigen Stück Teakholz mit einer Länge von 46 Metern; zu Wasser gelassen am 13. November 1911, seit 1992 Bestandteil des Maritimen Weltkulturerbes des World Ship Trust.
- Anantanagarat (Thai: เรือพระที่นั่งอนันตนาคราช): die originale Barke wurde erbaut während der Regierungszeit von König Nang Klao (Rama III.) und unter dessen Nachfolger König Mongkut (Rama IV.) die königliche Hauptbarke. Die heutige Anantanagarat stammt aus der Zeit von König Vajiravudh und wurde am 14. April 1914 zu Wasser gelassen. Der Bug ist als siebenköpfige Nagarat, die mythische Schlange, ausgeführt.
- Anekchatphuchongse (Thai: เรือพระที่นั่งอเนกชาติภุชงค): die älteste der vier königlichen Barken aus der Zeit von Chulalongkorn (Rama V.) mit vielen kleineren Naga-Ornamenten am Bug.
- Narai Song Suban Rama IX.: die einzige Barke aus der Regierungszeit von König Bhumibol Adulyadej (Rama IX.); sie wurde 1994 auf Kiel gelegt und unter der Aufsicht der königlichen Marine und der Abteilung für Kunstgeschichte gebaut; die Barke wurde am 6. Mai 1996 zu Wasser gelassen, dem 50-jährigen Thronjubiläum des Königs und bildet heute die offizielle Staatsbarke.

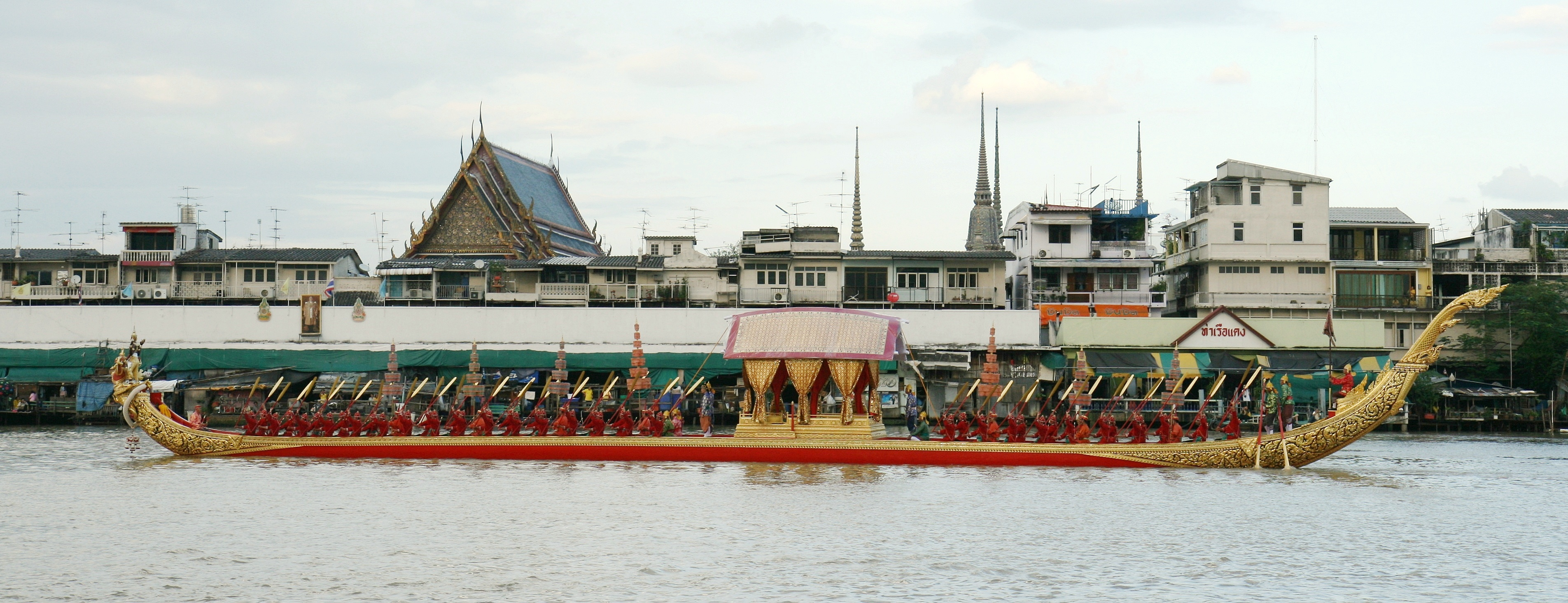
Königliche Barke „Narai Song Suban HM Rama IX of Thailand“
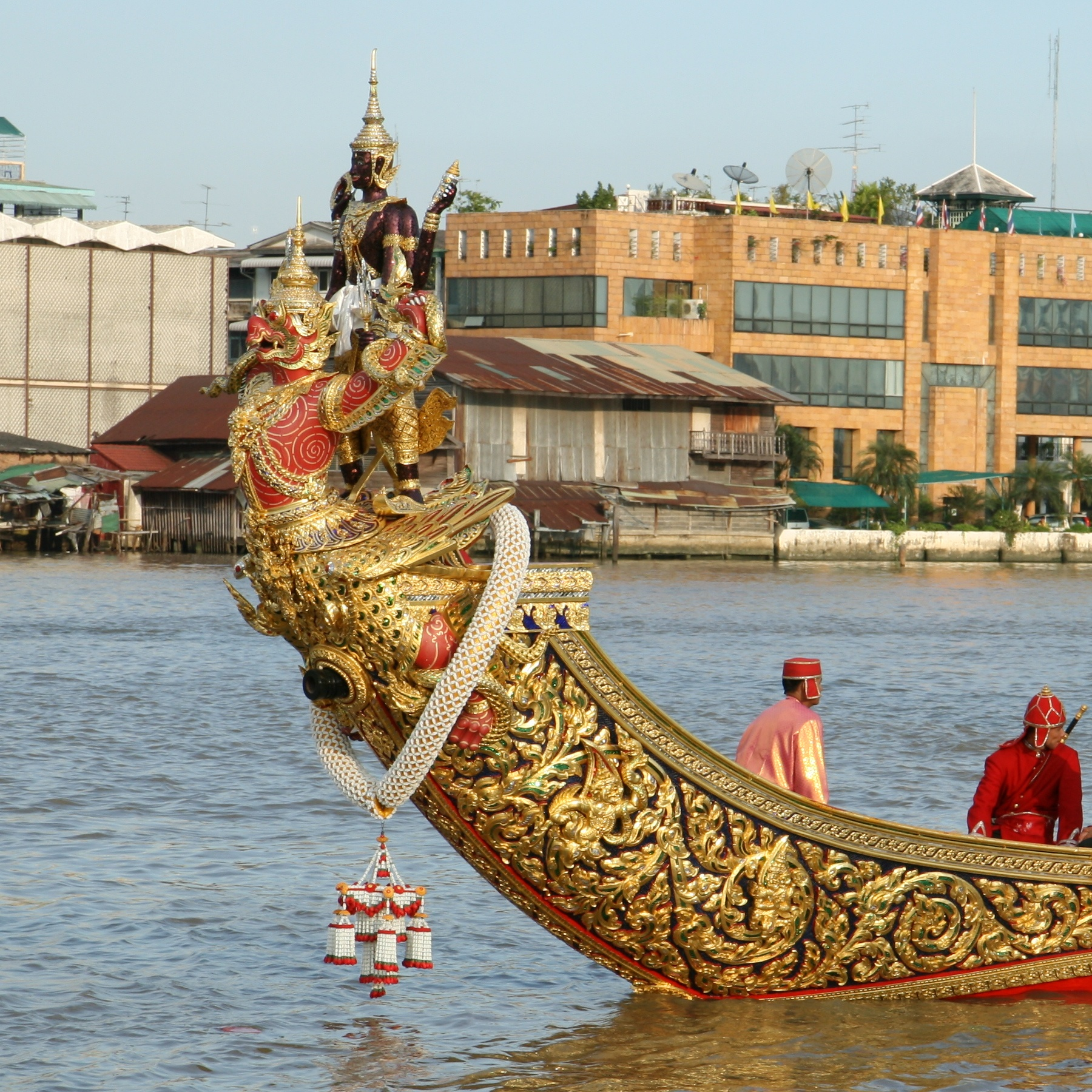
Bugfigur der Narai Song Suban
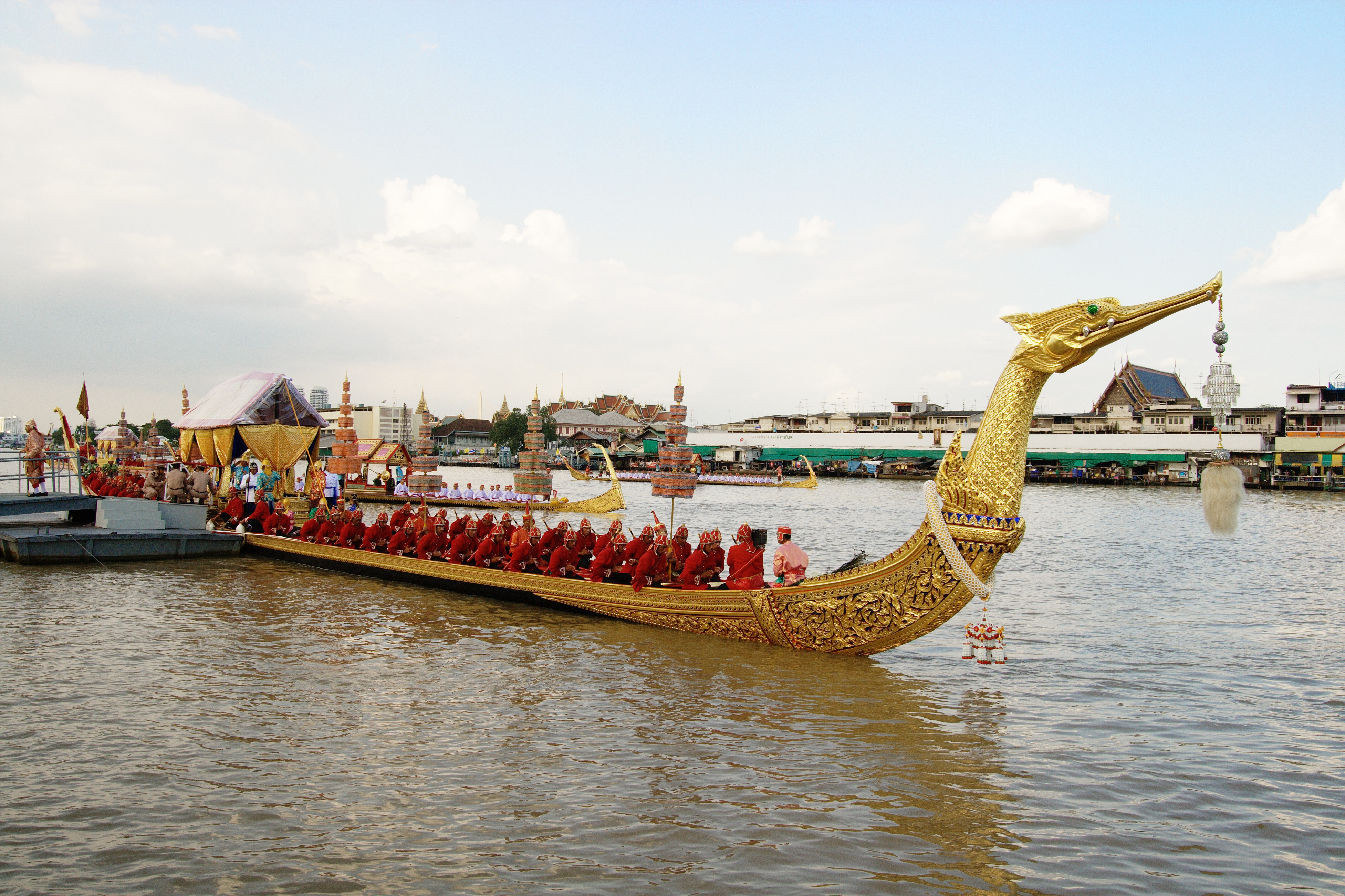
Die Suphannahong-Barke am Wat-Arun-Pier
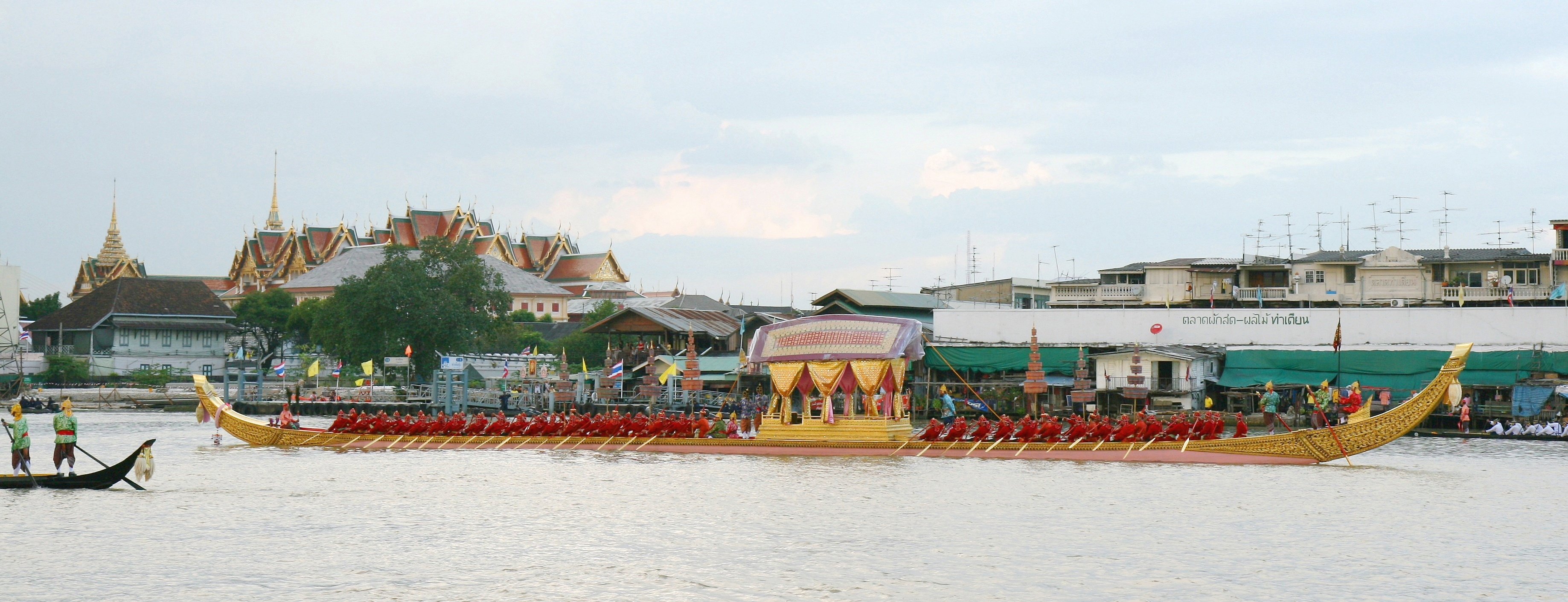
Königliche Barke „Anekchatbhuchongse“

### Andere Barken
- Eskort-Barken
- Barken der Ekachai-Klasse
- Barken der Krut-Klasse
- Barken der Krabi-Klasse
- Barken der Asura-Klasse
- Barken der Suea-Klasse
- kleinere Eskort- und Dienstbarken (so genannte ruea daeng und ruea saeng)

Begleit-Barken:

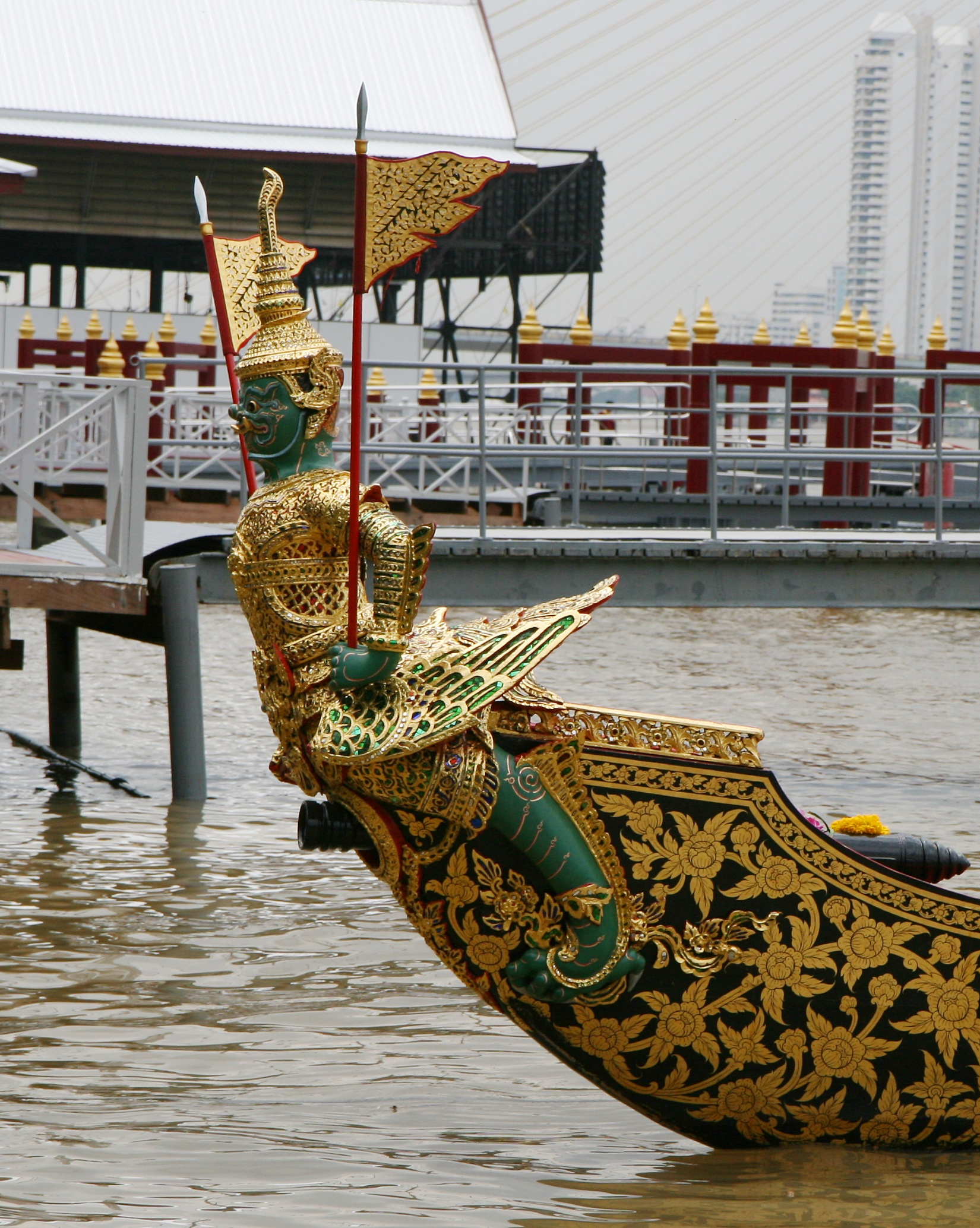
Bugfigur der Asura-Paksi-Barke
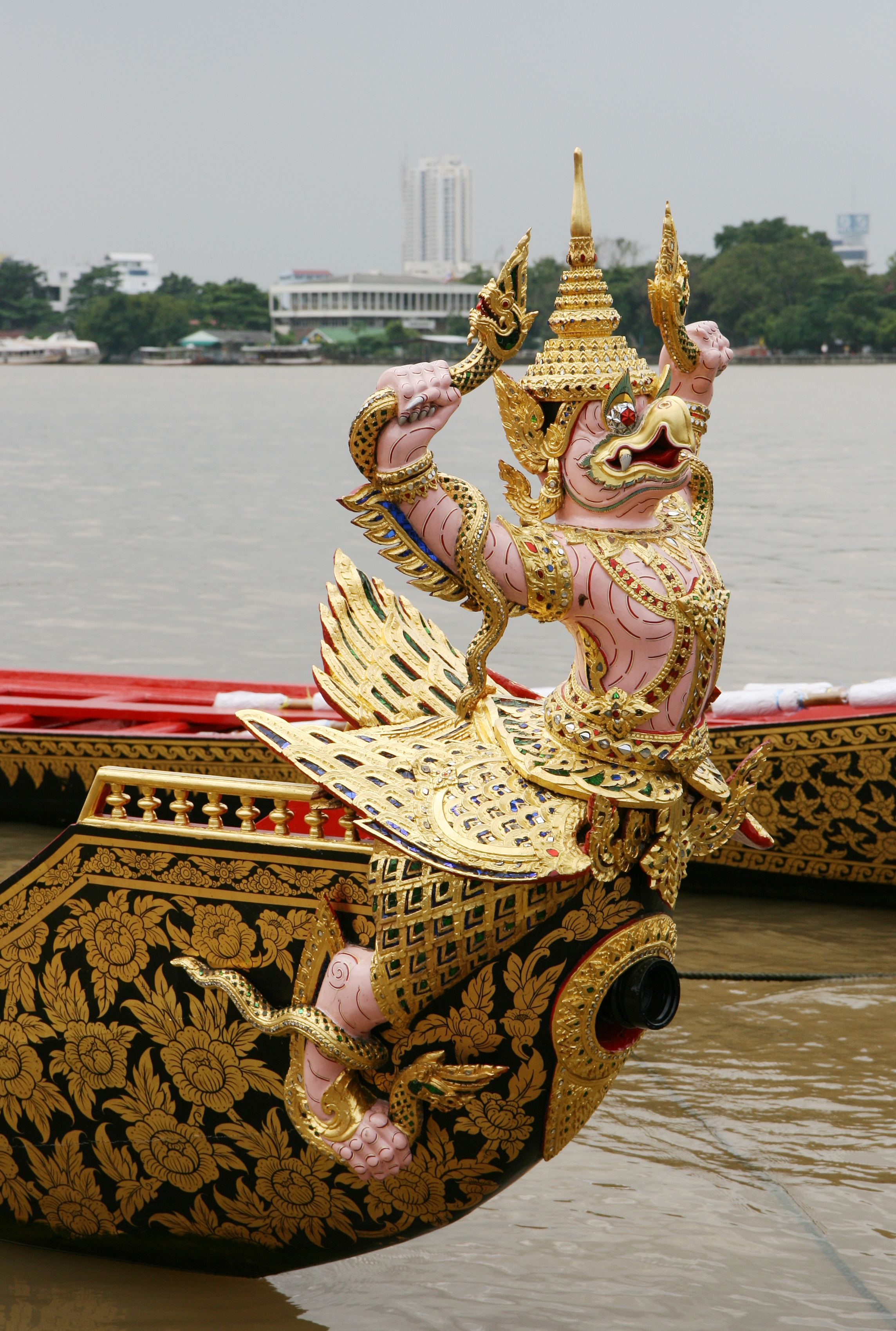
Bugfigur (Garuda) der Begleit-Barke Krut Tret Traichak
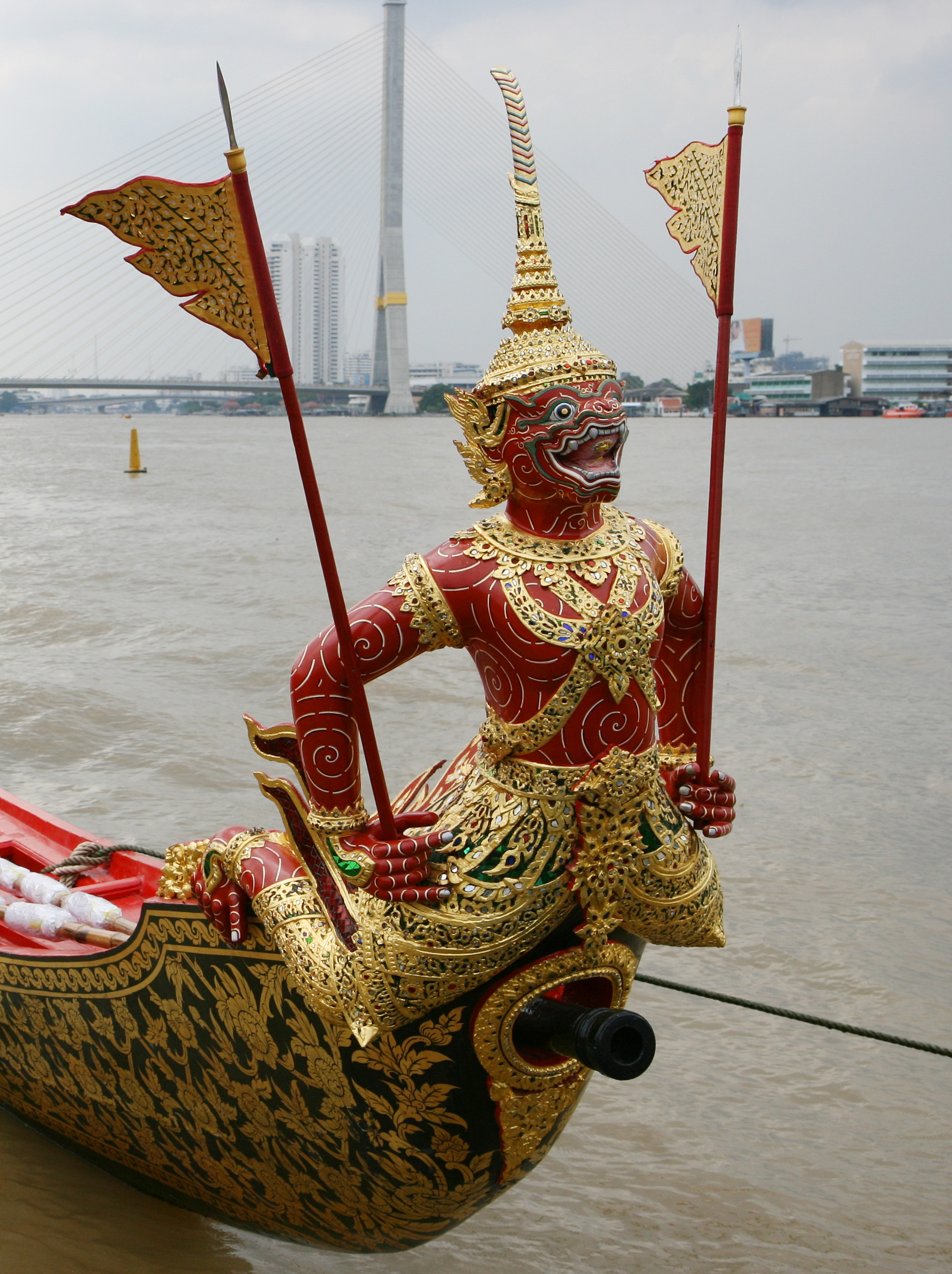
Bugfigur (Sukrip, Figur aus dem Ramakien) der Sukrip-Khrong-Mueang-Barke
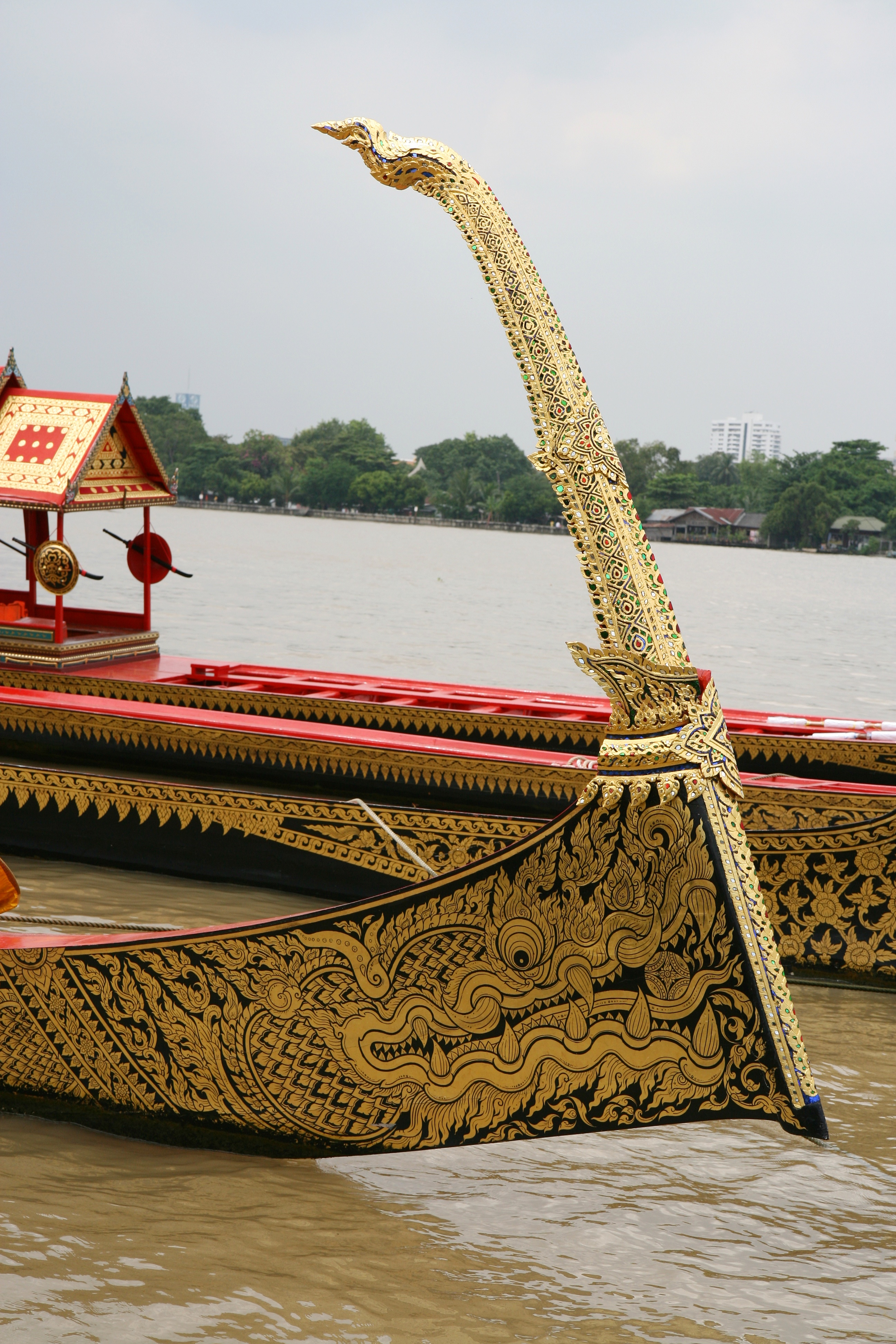
Bugfigur der Ekachai-Lao-Thong-Barke